# Louis Joseph André
Louis Joseph André, francoski general, vojni minister v času Tretje republike, * 29. marec,  1838, Nuits-Saint-Georges,  † 18. marec, 1913, Dijon.
1. 1 2  data.bnf.fr: platforma za odprte podatke — 2011.
2. 1 2  SNAC — 2010.